# Bräucken
Bräucken ist ein Stadtteil auf der Grenze zwischen dem statistischen Bezirk 01 (Innenstadt / Staberg / Knapp) und dem statistischen Bezirk 08 (Kalve / Wefelshohl) der Kreisstadt Lüdenscheid im westlichen Sauerland, Nordrhein-Westfalen. Der Stadtteil und die statistische Bezirke liegen im Süden des zusammenhängend bebauten Stadtgebietes.

## Geschichte

### Erschließung mit der Eisenbahn
Lt. einem Plan vom 1. April 1913 sollte an der heutigen Hauptverkehrskreuzung Bräucken sogar ein „Bahnhof Bräucken“ für die Eisenbahn entstehen. Bis heute ist dieses Gebiet von Lüdenscheid nie von der Eisenbahn erschlossen worden. Zu dieser Zeit war die Umgebung um das heutige Bräuckenkreuz fast noch nahezu unbebaut gewesen. Man kann auf der Karte aus dieser Zeit noch deutlich den ehemals ländlichen Charakter der Umgebung ersehen.

## Infrastruktur

### Geschäftszentrum
Der Stadtteil Bräucken bildet hinsichtlich der Einzelhandelsstruktur ein Unterzentrum.
Es gibt eine Apotheke, eine Bäckerei, eine Bankfiliale, einen Discounter, ein Elektrofachgeschäft, ein Fitnessstudio, einen Supermarkt und ein Tierhandelsfachgeschäft am Bräucken.
Zudem gibt es mehrere gastronomische Betriebe am Bräucken, wie ein Eiscafé, eine Gaststätte und drei verschiedene Imbisse.
Mehrere Arztpraxen ergänzen die Versorgung im Stadtteil.

### Erweiterung des bestehenden Geschäftszentrum
Seit März 2014 wurde an der Bräuckenstraße 19 das Gebäude der ehemaligen Firma Schrauben Beissner abgerissen. Auf dem Gelände hat eine Fastfoodkette ihre zweite Lüdenscheider Filiale errichtet. Diverse Werbeplakate am Gelände kündigten bereits die Eröffnung an.
Die offizielle Eröffnung der neuen Fastfoodfiliale erfolgte am 22. Oktober 2014.
Unterhalb vom Bräuckenkreuz errichtet außerdem das bereits gegenüberliegende Tierhandelsfachgeschäft einen größeren Neubau. Direkt daneben siedelt sich eine neue Biomarktkette an. Die Eröffnung der beiden Geschäfte soll voraussichtlich Ende August/Anfang September 2014 stattfinden. Die Stadtverwaltung von Lüdenscheid begrüßt eine Ansiedlung von Geschäften an dieser Stelle.

## Planung eines zusätzlichen „Nahversorgungszentrum Bräucken“

### 2010
Neben den bestehenden Geschäften an der Hauptverkehrskreuzung im „Bräucken“ wurde 2010 ein neues „Nahversorgungszentrum Bräucken“ an der Bromberger Straße geplant. Lt. der Zeitung „Westfälische Rundschau“ sollte auf der Brachfläche zwischen Bromberger Straße und Bräuckenstraße, gegenüber der Einmündung der Nottebohmstraße, ein neuer Einzelhandelsstandort mit einem großflächigen Vollversorger, Lebensmitteldiscounter, Drogerie- und Getränkemarkt sowie einem Backshop errichtet worden. 3300 Quadratmeter Verkaufsfläche wurden dort angepeilt.

### 2013
Am 9. März 2013 erschien ein Bericht in den Lüdenscheider Nachrichten, dass der Bebauungsplan für das neue „Nahversorgungszentrum Bräucken“ von der Stadt Lüdenscheid genehmigt wurde. Daraufhin wurden die Flächen des ehemaligen auf dem Gelände ansässigen Discounters komplett abgerissen. Das Gelände zwischen der Bromberger Straße und der Bräuckenstraße gehört mittlerweile einer benachbart gelegenen Lüdenscheider Immobilienfirma. Auf dem Gelände sind, wie bereits 2010 geplant, ein großflächiger Vollversorger, ein Lebensmitteldiscounter und ein Drogeriemarkt entstanden. Die benachbart gelegene Lüdenscheider Immobilienfirma will die Neubauten auf dem Gelände bis zum Ende des Jahres 2013 fertigstellen und die Geschäfte zur Eröffnung freigeben.
Laut einem Bericht aus den Lüdenscheider Nachrichten wurde das erste Geschäft des neuen „Fachmarktzentrum Schlittenbach“ (Früherer Planungsname: „Nahversorgungszentrum Bräucken“) an Donnerstag, den 31. Oktober 2013, um 8 Uhr, eröffnet. Die anderen Unternehmen haben auch bis zum Weihnachtsfest 2013 eröffnet.
Nach der Eröffnung des ersten Geschäftes eröffneten außerdem ein Lotto-Toto-Geschäft mit Postfiliale, kurze Zeit später folgten eine Bäckerei mit Café sowie die Volksbank mit einer SB-Geschäftsstelle. Am Donnerstag, den 28. November 2013 hat außerdem ein Drogeriemarkt auf dem Gelände eröffnet. In dem Drogeriemarkt wurden 11 neue Arbeitsstellen geschaffen.
Am Dienstag, den 3. Dezember 2013, eröffnete ein weiterer Lebensmittelmarkt mit einem Getränkeshop, der insgesamt 31 Mitarbeiter beschäftigt.

## Verkehrsanbindung

### Bahnverkehr
Die nächstliegenden Bahnhöfe sind der Bahnhof Lüdenscheid und der Bahnhof Brügge (Westfalen). Beide sind per Auto oder Bus in wenigen Fahrminuten gut erreichbar.

### Busverkehr
Die Anbindung des Stadtteils an den Öffentlichen Personennahverkehr erfolgt vor allem durch die Buslinien 42, 51, 52, 54, 252 (Wanderbuslinie an Sonntagen), 254 (Schulbuslinie) und N7 (Nachtbuslinie) der Märkischen Verkehrsgesellschaft (MVG). An der Hauptverkehrskreuzung „Bräucken“ befindet sich die wichtige Bushaltestelle „Bräucken“, die ein Knotenpunkt zahlreicher innerstädtischer und regionaler Buslinien der Märkischen Verkehrsgesellschaft (MVG) ist.
Weitere wichtige Bushaltestellen des Stadtteils sind: „An der Mehr“, „Schlachthausstraße“, „Krähennocken“, „Bräuckenstraße“ und „Grüner Weg“.

### Straßenverkehr
Die Anbindung an das Bundesautobahnnetz erfolgt über die nahegelegenen Abfahrten Nr. 14 Lüdenscheid und Nr. 15 Lüdenscheid-Süd der Bundesautobahn 45. Die A 45 selbst führt Richtung Norden nach Hagen und Dortmund sowie in Richtung Süden nach Siegen, Wetzlar, Gießen und Frankfurt am Main. Eine weitere Alternativanschlussstelle ist die Abfahrt Nr. 13 Lüdenscheid-Nord der Bundesautobahn A 45. Auch die Bundesstraße 229 führt direkt durch die Hauptverkehrskreuzung am Bräucken. Einige Parkplätze am Bräucken sichern den Autofahrern Parkmöglichkeiten zu.